# 紀元前271年
紀元前271年（きげんぜん271ねん）は、ローマ暦の年である。
当時は、「ガイウス・クィンクティウス・クラウドゥスとルキウス・ゲヌキウス・クレプシナが共和政ローマ執政官に就任した年」として知られていた（もしくは、それほど使われてはいないが、ローマ建国紀元483年）。紀年法として西暦（キリスト紀元）がヨーロッパで広く普及した中世時代初期以降、この年は紀元前271年と表記されるのが一般的となった。

## 他の紀年法
- 干支 : 庚寅
- 日本
  - 皇紀390年
  - 孝霊天皇20年
- 中国
  - 周 - 赧王44年
  - 秦 - 昭襄王36年
  - 楚 - 頃襄王28年
  - 斉 - 襄王13年
  - 燕 - 武成王元年
  - 趙 - 恵文王28年
  - 魏 - 安釐王6年
  - 韓 - 桓恵王2年
- 朝鮮 :
- ベトナム :
- 仏滅紀元 : 276年
- ユダヤ暦 :

## できごと

### ギリシア
- ピュロスに占領された領土を奪回し、スパルタ及びアルゴスと同盟を結んでコリントスや他の主要な都市に守備隊を配置し、アンティゴノス2世は、マケドニア王国と古代ギリシアをしっかりと支配した。アンティゴノス2世は、テッサリア同盟の盟主となり、近隣のイリュリアやトラキアとも良い関係を築いた。彼は、マケドニアの駐留軍をヘラスの3つの「足枷」として知られる、コリントス、エヴィア島のハルキス、テッサリアのデメトリアスに配置し、ギリシアにおける自身の地位を確固たるものとした。

### インド
- マウリヤ朝の軍は、タミル王の軍によって、カダンバから追放された。

### 中国
- 趙の藺相如が斉を攻撃し、平邑に達した。
- 趙の田部吏の趙奢が法に基づいて平原君の家臣9人を処刑した。平原君は激怒して趙奢を殺そうとしたが、趙奢が法の公平によって国を富強にすると説いたので、平原君は感心して趙奢を恵文王に推挙した。